# GSC 02652-01324
GSC 02652-01324 ist ein 512 Lichtjahre von der Erde entfernter später Hauptreihenstern mit einer Rektaszension von 19h 04m 09s und einer Deklination von +36° 37' 57". Er besitzt eine scheinbare Helligkeit von 11,79 mag. Im Jahre 2004 entdeckte Roi Alonso einen extrasolaren Planeten, der diesen Stern umkreist. Dieser trägt den Namen TrES-1.